# Lasioglossum rugifrons
Lasioglossum rugifrons là một loài Hymenoptera trong họ Halictidae. Loài này được Blüthgen mô tả khoa học năm 1926.